# Sainte-Marguerite (Insel)

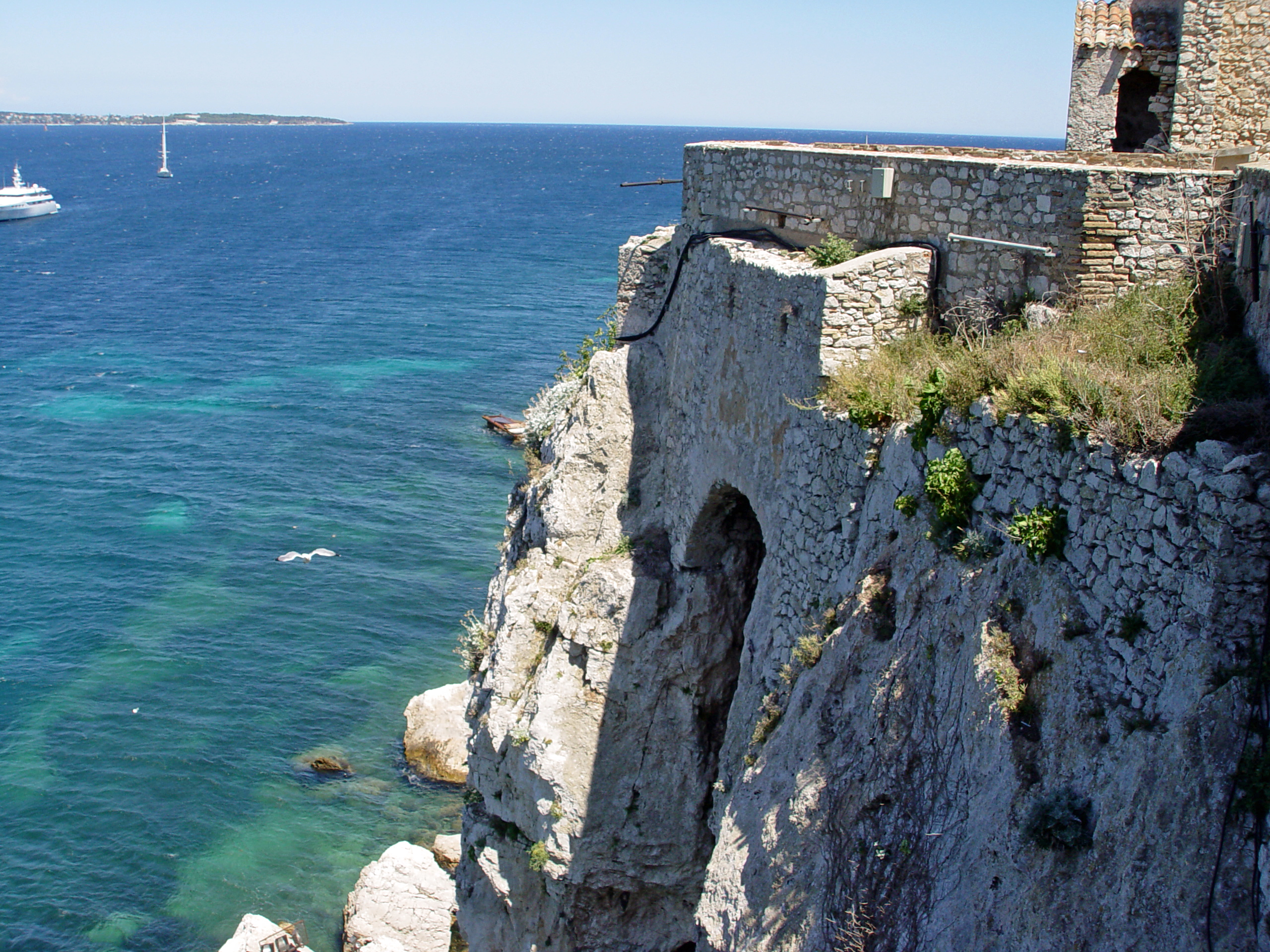
Blick vom Fort Royal auf das umliegende Meer

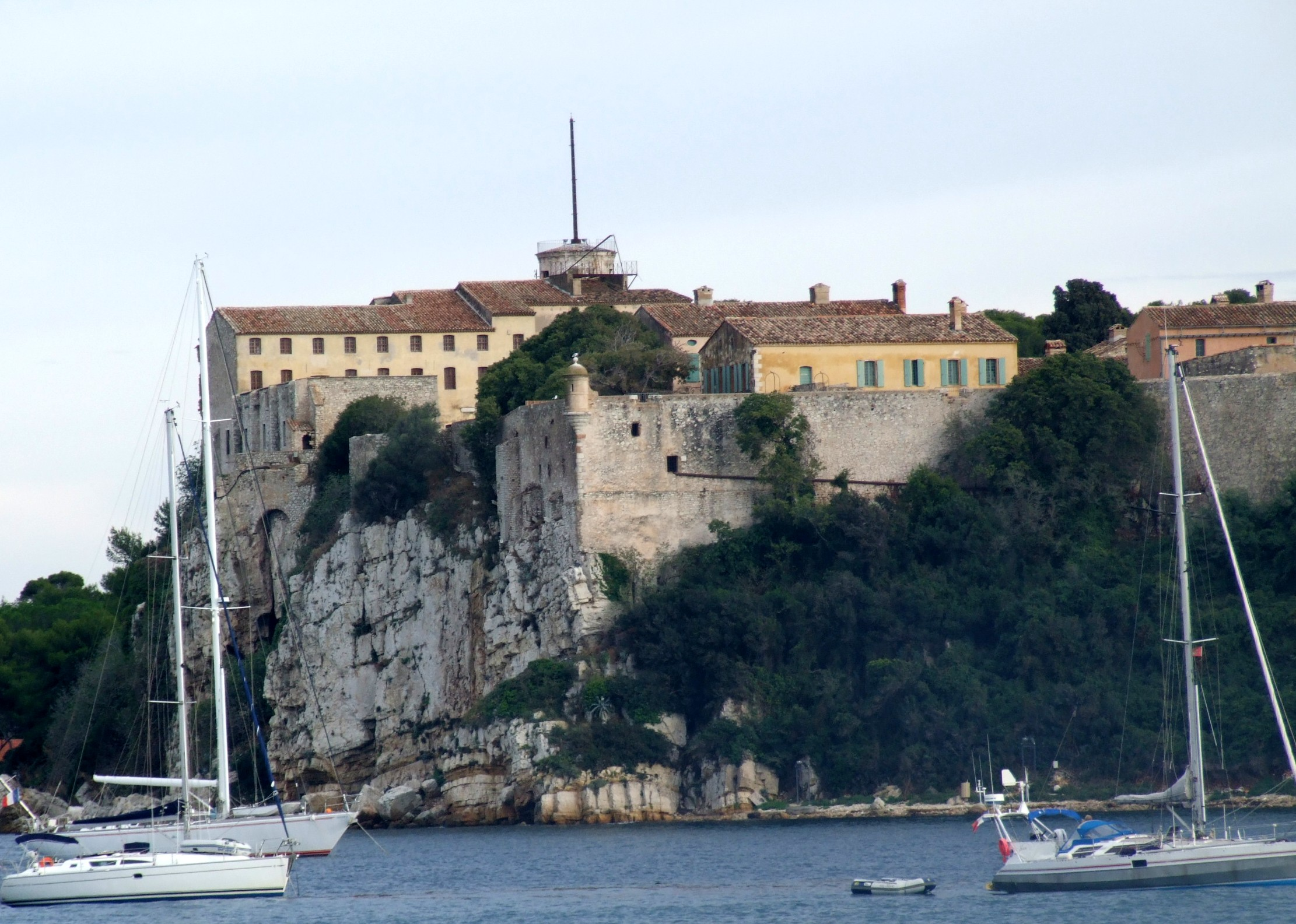
Fort Vauban, île Sainte-Marguerite

Sainte-Marguerite (Île Sainte-Marguerite) liegt ca. 2 km südlich vor der Küste von Cannes im Département Alpes-Maritimes in Frankreich. Auf der Insel leben ganzjährig rund 40 Einwohner. Die Flächenausdehnung beträgt 2,1 km², mit einer Länge von 3,1 km und maximaler Breite bis zu 900 Meter.
Sie ist damit die größte Insel der Îles de Lérins, zu der noch Saint-Honorat und die unbewohnte Île Saint de la Tradeliere sowie Saint-Ferréo gehören.

## Geschichte
Die Insel wurde als Schutzhafen für die Festlandsiedlungen durch die Ligurer genutzt. Als die Ligurer im 3. Jahrhundert v. Chr. durch die Römer unterworfen wurden, übernahmen diese auch deren Oppidum und nannten die Insel Lero. Sie findet mit der kleineren Nachbarinsel bei Plinius mit Verweis auf das spätere Antibes Erwähnung: „Lero et Lerina, adversum Antipolim, in qua Vergoani oppidi memoria.“ Ebenso wird sie der Stadt 'Berconum', lateinisch Vergoani, zugeordnet. Dies war die Erweiterung des Klosters der Nachbarinsel Lerina. Diese wurde 410 n. Chr. von Honoratus von Arles gegründet. Nachdem 1391 die Gebeine des späteren Bischofs von Arles auf diese Insel überführt wurden, erhielt sie seinen Namen. Mönche hatten inzwischen auf Lero, das von ihnen landwirtschaftlich genutzt wurde, eine Kapelle errichtet. Namenspatronin war wahrscheinlich Margareta von Antiochia, die Schutzpatronin der Bauern, deren Lebensgeschichte der Konversion Ähnlichkeiten zu ihrem Zeitgenossen Honoratus aufwies. Zu ihrer Märtyrergeschichte gehört ein Drachen, der sich als ikonische Landschaft 'Pointe du Dragon' im Südwesten der Insel befindet. Beide Inseln wurde zusammen als frühe Klostergründung mit den jetzigen Namen geführt.

## Topographie

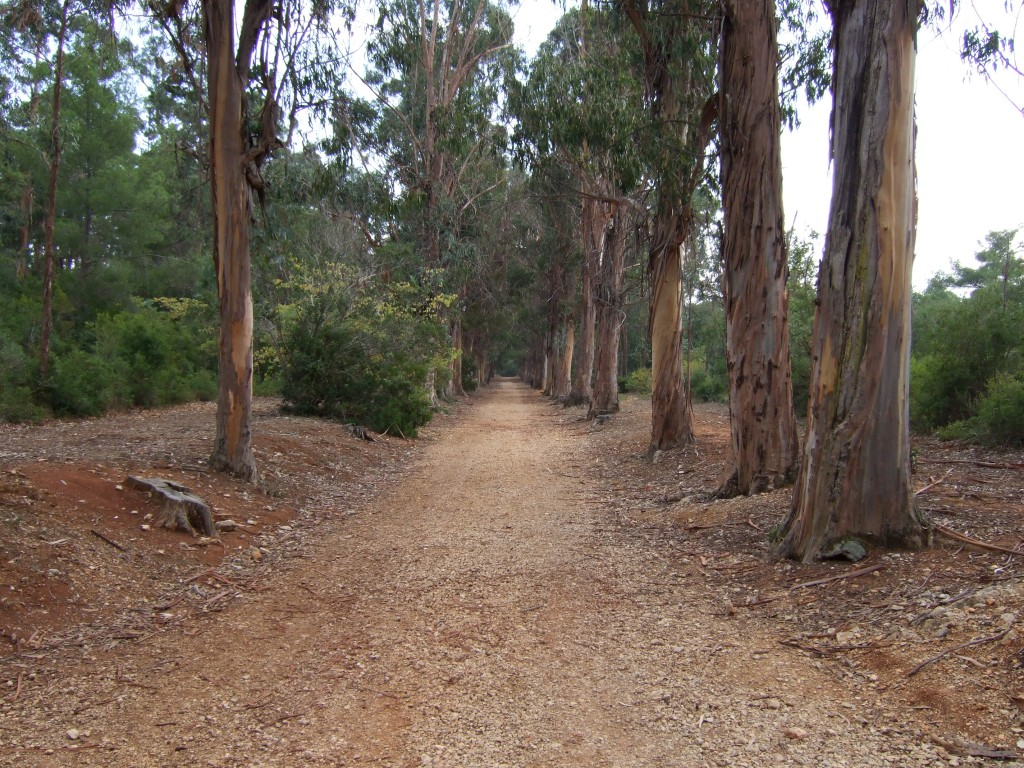
Eukalyptusgesäumter Waldweg auf Sainte-Marguerite

Sainte-Marguerite liegt ca. 2 km vor der Küste von Cannes und ist mit einer Fähre in 15 Minuten zu erreichen. Auf der flachen Insel wachsen überwiegend Eukalyptus und Kiefern. Es gibt im Nordwesten einen kleinen Weiher, den Étang de Batéguier, der als artesischer Brunnen Süßwasser führt und dieses mit Meerwasser vermengt. Um ihn herum haben sich wegen des ruhigen Wassers einige Surfschulen angesiedelt. Durch das mediterrane Klima haben sich inzwischen als Vogelschutzgebiet geschützten Mischwäldern aus Aleppo-Kiefern, Schirmpinien, Grün- oder Steineichen gebildet. Zugänglich ist eine Allee aus Eukalyptusbäumen, die umsäumt werden von Lianen und Efeu. Im küstennahen Bereich und erschlossen durch Wanderwege finden sich Zistrosen, Waldreben, Geißblätter, Myrten, Stechwinden und Mastixsträucher. In der Schilfzone im Süden lassen sich Zugvögel wie die Fluss-Seeschwalbe nieder. Zur für die Region ungewöhnlichen Artenvielfalt gehören Fasane, Zwergohreulen, Falken und Fledermäusen. Für die so entstandene pittoreske, naturwüchsige Landschaft setzte sich der seit 1955 in Cannes lebende Pablo Picasso ein.

## Festung und Staatsgefängnis
Das Fort Royal am Nordrand der Insel wurde unter Richelieu zu seinen Amtszeiten angelegt und im 18. Jahrhundert vom Militärarchitekten Vauban ausgebaut. Mehrere Jahrhunderte diente das Fort als Staatsgefängnis
Der bekannteste Gefangene war 1687 bis 1698 der mysteriöse Mann mit der eisernen Maske, dessen Identität auch heute nicht ganz geklärt ist und Grund für Spekulationen gibt. In seinem Roman Le Vicomte de Bragelonne beschrieb Alexandre Dumas sen. den Transport des Gefangenen durch d’Artagnan in die Festung. Nach Dumas soll er der Zwillingsbruder von Ludwig XIV. gewesen sein, welcher mit Beihilfe von Aramis und Porthos mit vielen Tricks aus der Bastille befreit und gegen den echten König von Frankreich ausgetauscht worden sei. Die Ähnlichkeit der beiden Brüder sollte so täuschend gewesen sein, dass nicht einmal deren Mutter, Anna von Österreich, dies bemerkte. Nach dem missglückten Putschversuch wurde der Prinz, hinter einer Eisenmaske verborgen, auf der Insel gefangengehalten.
Ein anderer prominenter Gefangener des Staatsgefängnisses der Insel war der Ire Andrew Mac Donagh, geb. 1738, welcher auf Befehl des Königs im Mai 1777 wegen angeblicher Befehlsverweigerung in derselben Zelle 12 Jahre und 7 Monate inhaftiert blieb, bis er beim Ausbruch der französischen Revolution befreit wurde. Im Februar 1990 fand man bei den Restaurierungen versteckte Handnotizen des Gefangenen in der Zellenmauer. Diese sind heute in der Zelle öffentlich ausgestellt.
1873 bis zu seiner Flucht am 10. August 1874 war hier der vormalige (degradierte) Maréchal de France François-Achille Bazaine inhaftiert.
Nach dem Ende des Kaiserreichs von Napoléon Bonaparte wurden 1815 die Überlebenden der Mamelouks de la Garde impériale zur Strafe für ihre Loyalität mit ihren Familien auf die Insel verbracht, wo sie in großer Armut dahinvegetierten.

## Sonstiges
Einige ehemalige Gefängniszellen im Fort wurden mit Motiven der Geschichte ausgestaltet. Im Fort kann man heute übernachten.
Das Ausflugsziel der Prominenten ist Tatort im dritten Fall des gerade aus Paris an die Côte d’Azur umgezogenen Commissaire Léon Duval. Ein herbstliches Sturmtief verhindert die schnelle Entdeckung des ermordeten Matrosen Sébastien auf der Luxusyacht 'Zephyr'. Der Fährbetrieb muss eingestellt werden. Und so bleiben einige Tagesgäste widerwillig über Nacht, unter ihnen Duval. Bei seinen ersten Erkundungen entdeckt er auf der tagsüber sich glänzend darstellenden Insel einige dunkle Seiten aus der jüngsten Vergangenheit und damit viele Mordmotive und Verdächtige. Bei der Lösung des Falls kommt Duval auch sein Interesse an historischen Romanen zu Hilfe.

## Bilder

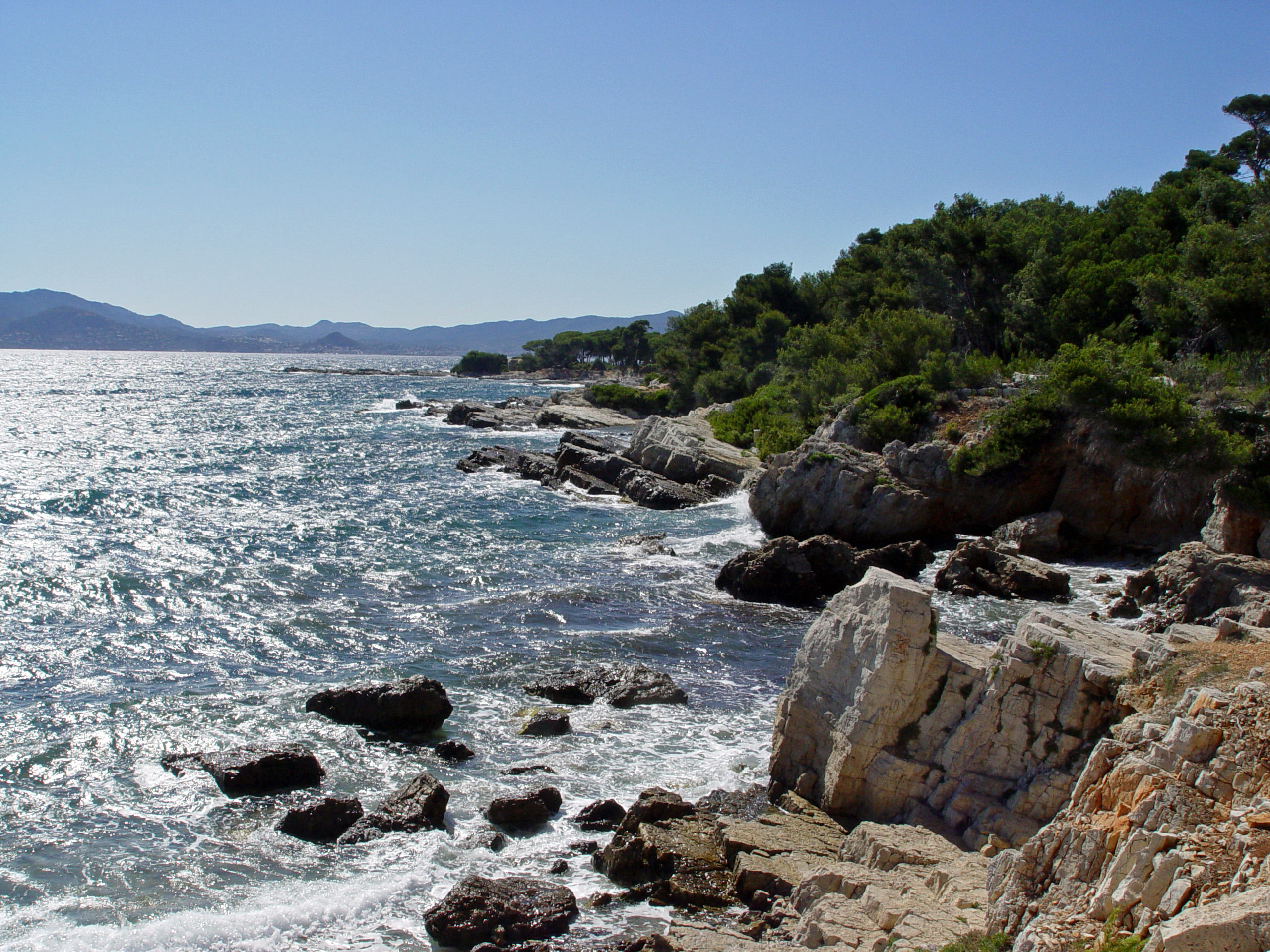
Bucht im Südwesten der Insel
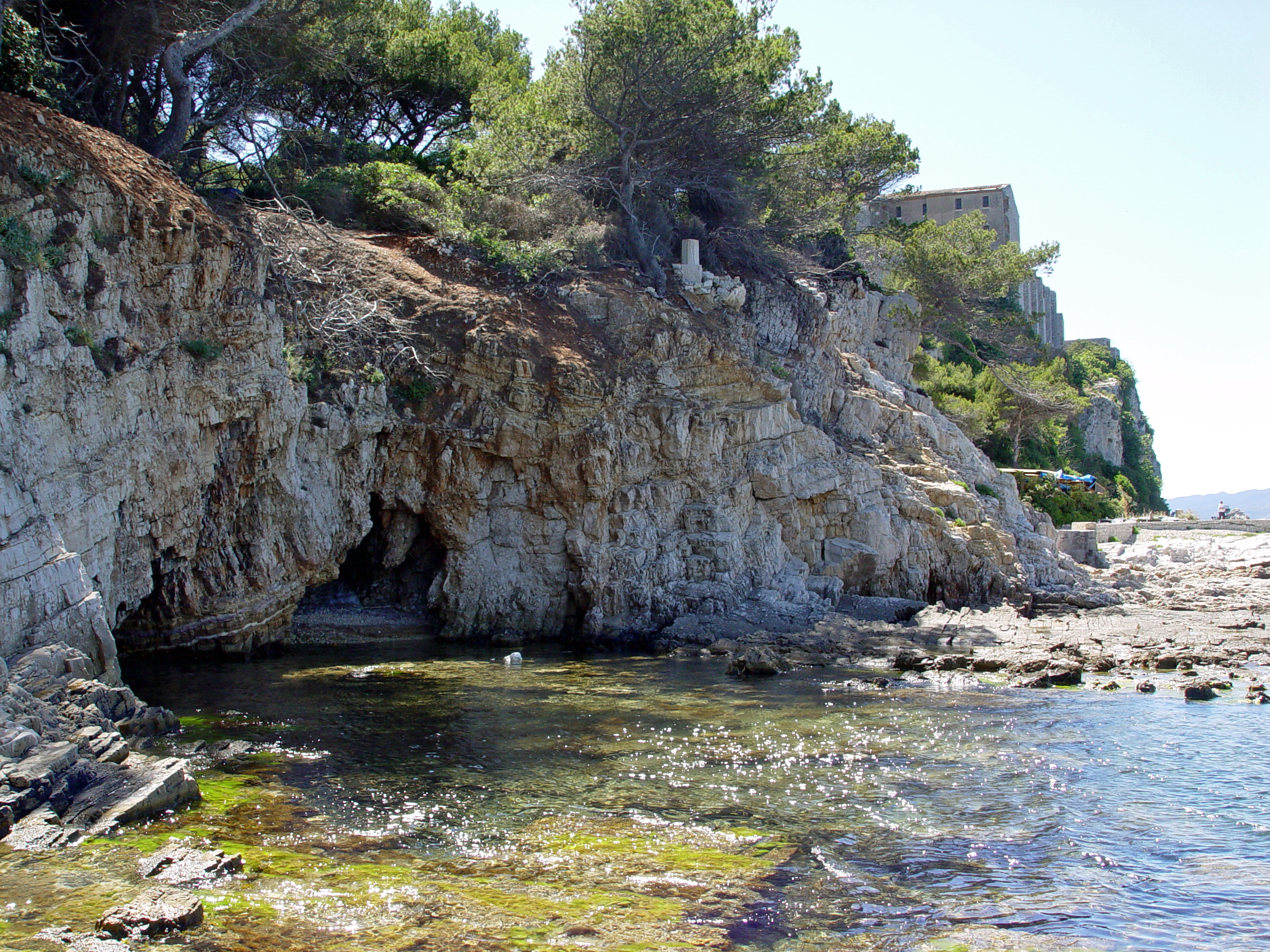
Ausblick auf Fort Royal von unten
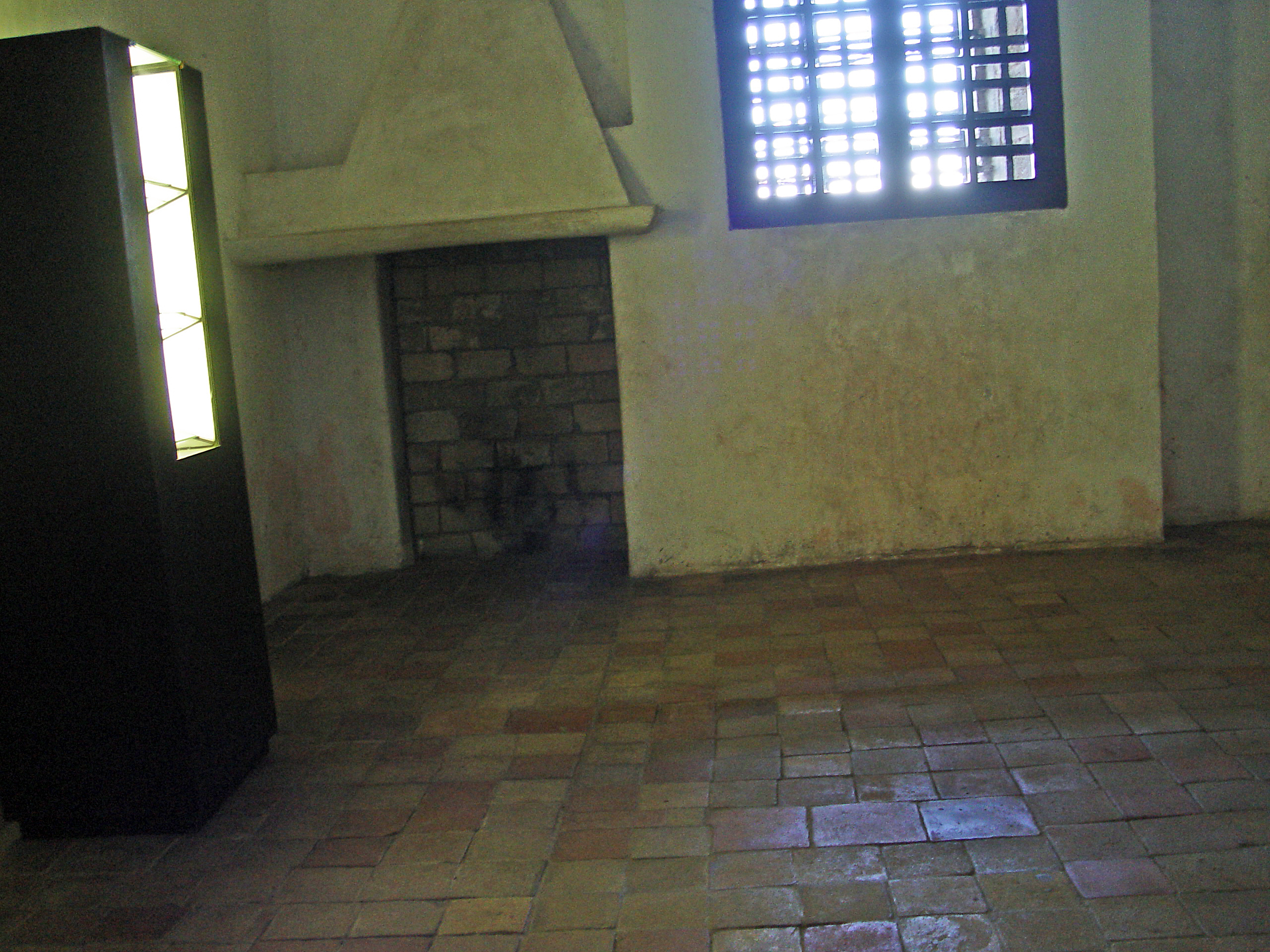
Gefängniszelle der „Eisernen Maske“ auf der Insel Sainte-Marguerite
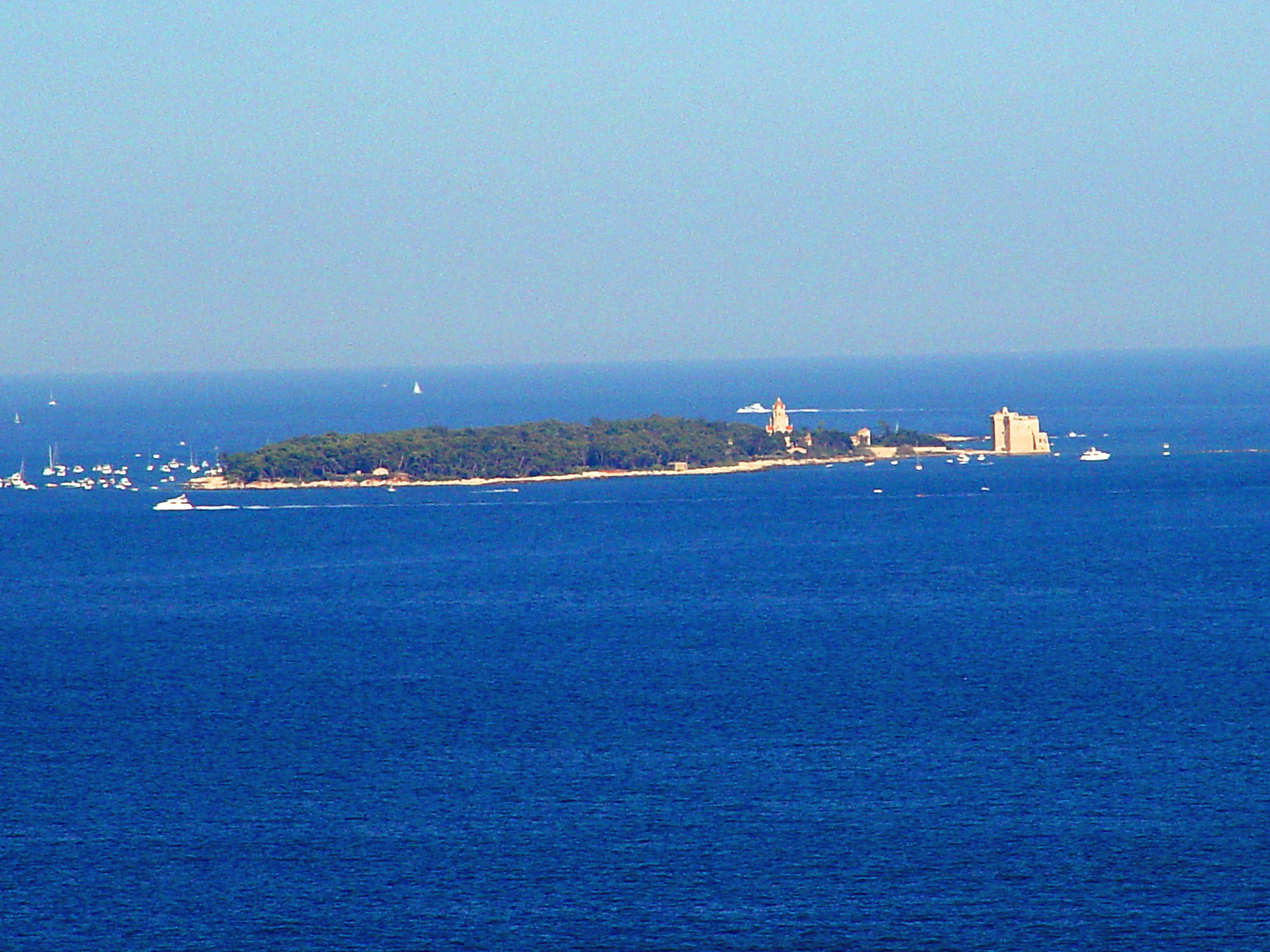
Blick auf die Insel Saint-Honorat von der Küste

## Persönlichkeiten
- Jean-Baptiste de Latil (1761–1839), römisch-katholischer Geistlicher, Erzbischof von Reims 1824–1839, Kardinal